# Großsteingrab Heinbockel
Das Großsteingrab Heinbockel ist eine Grabanlage der jungsteinzeitlichen Trichterbecherkultur auf dem Gebiet der Gemeinde Heinbockel im Landkreis Stade, Niedersachsen. Es trägt die Sprockhoff-Nummer 656.

## Lage
Das Grab befindet sich direkt im Ort Heinbockel, am Ostrand der Straße Kötnerende, etwa an der Stelle, wo nach Westen die Straße Im Buschberge abzweigt. 540 m nordöstlich liegt, ebenfalls direkt im Ort, ein Grabhügel.

## Beschreibung

Das Ortswappen von Heinbockel mit dem Großsteingrab

Von der Anlage ist nur noch der Rest einer nordost-südwestlich orientierten Grabkammer erhalten. Ihre Breite beträgt 1,5 m, die ursprüngliche Länge kann nicht mehr bestimmt werden. Der südwestliche Abschlussstein und das anschließende Wandsteinpaar der Langseiten stehen noch an ihren ursprünglichen Positionen. Ein nach Südwesten hin abgerutschter Deckstein ist 1966 wieder auf die Wandsteine aufgesetzt worden.